# 西蒙娜·里希特
西蒙娜·里希特（羅馬尼亞語：Simona Richter，1972年3月27日—），罗马尼亚女子柔道运动员。她曾代表罗马尼亚参加1992年、1996年和2000年夏季奥林匹克运动会柔道比赛，其中2000年奥运会获得一枚铜牌。